# Airspeed AS.6 Envoy

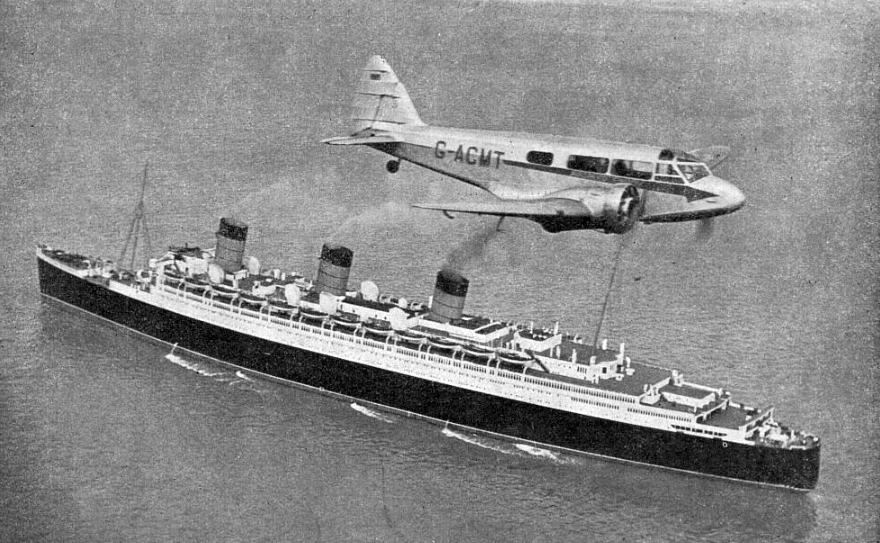
Prototyp Airspeed Envoy (G-ACMT) a návrat z první plavby Queen Mary (Letectví, květen 1936)

Airspeed AS.6 Envoy (Vyslanec) byl britský dvoumotorový lehký dopravní letoun celodřevěné konstrukce pro šest až osm cestujících počátku 30. let 20. století vyráběný společností Airspeed Ltd. z jihoanglického Portsmouthu.

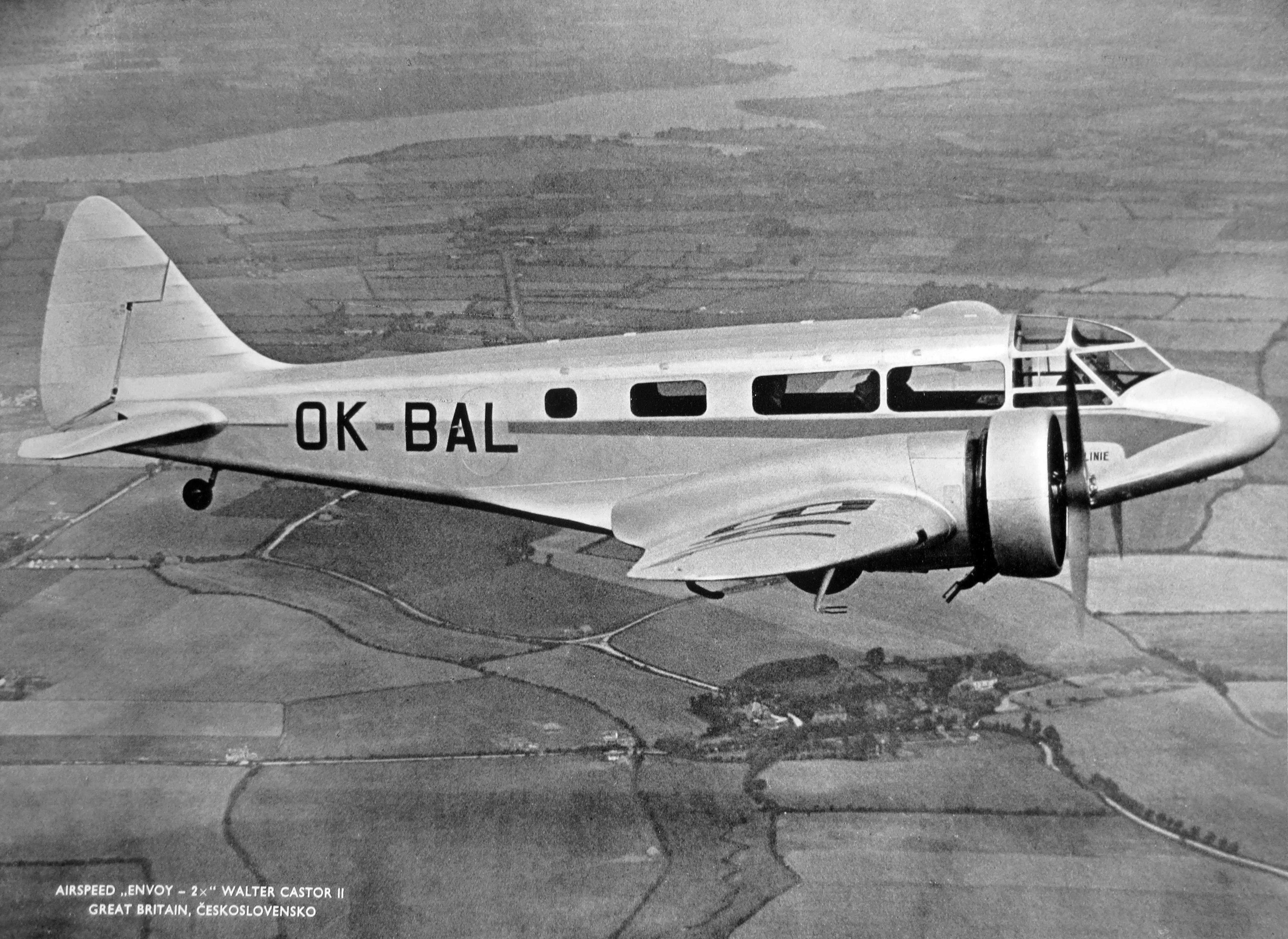
Walter Castor II a Airspeed AS.6E Envoy III (OK-BAL)

## Vznik a vývoj
Britská společnost Airspeed, se sídlem na letišti Portsmouth v hrabství Hampshire, se na počátku 30. let rozhodla přijít na trh civilních, dopravních letadel s tehdy moderními jednoplošníky. Letoun byl navržen technickým ředitelem a hlavním konstruktérem společnosti Airspeed, Hessellem Tiltmanem. Prototyp letounu AS.6 Envoy (G-ACMT) byl v Portsmouthu zalétán 26. června 1934 se dvěma motory Wolseley AR-9 o výkonu po 136 kW. O měsíc později se objevil na letecké výstavě S.B.A.C ve Farnborough. Letoun byl přiměřeně úspěšný, bylo postaveno celkem 61 letounů, z toho bylo 42 civilních, 8 vojenských a 11 bylo vyrobeno v japonské licenci.
Firma nabízela tento stroj v několika verzích s různými motory a vybavením. Do roku 1939 bylo v Anglii vyrobeno celkem 50 letounů, z toho v letech 1935-36 čtyři pro Československé státní aerolinie (OK-BAL/CM+SA/EV-1, OK-BAM/DM+SA, OK-BAN, OK-BAO) a jeden v roce 1936 jako obchodní letoun pro Vítkovické horní a hutní těžířstvo (OK-VIT/OK-DOA).
Společnost Airspeed svůj letoun účinně propagovala. Několikrát inzerovala i v československém časopisu Letectví. V roce 1935 stroj dolétl za 119 hodin z Londýna do Kapského Města a zpět.

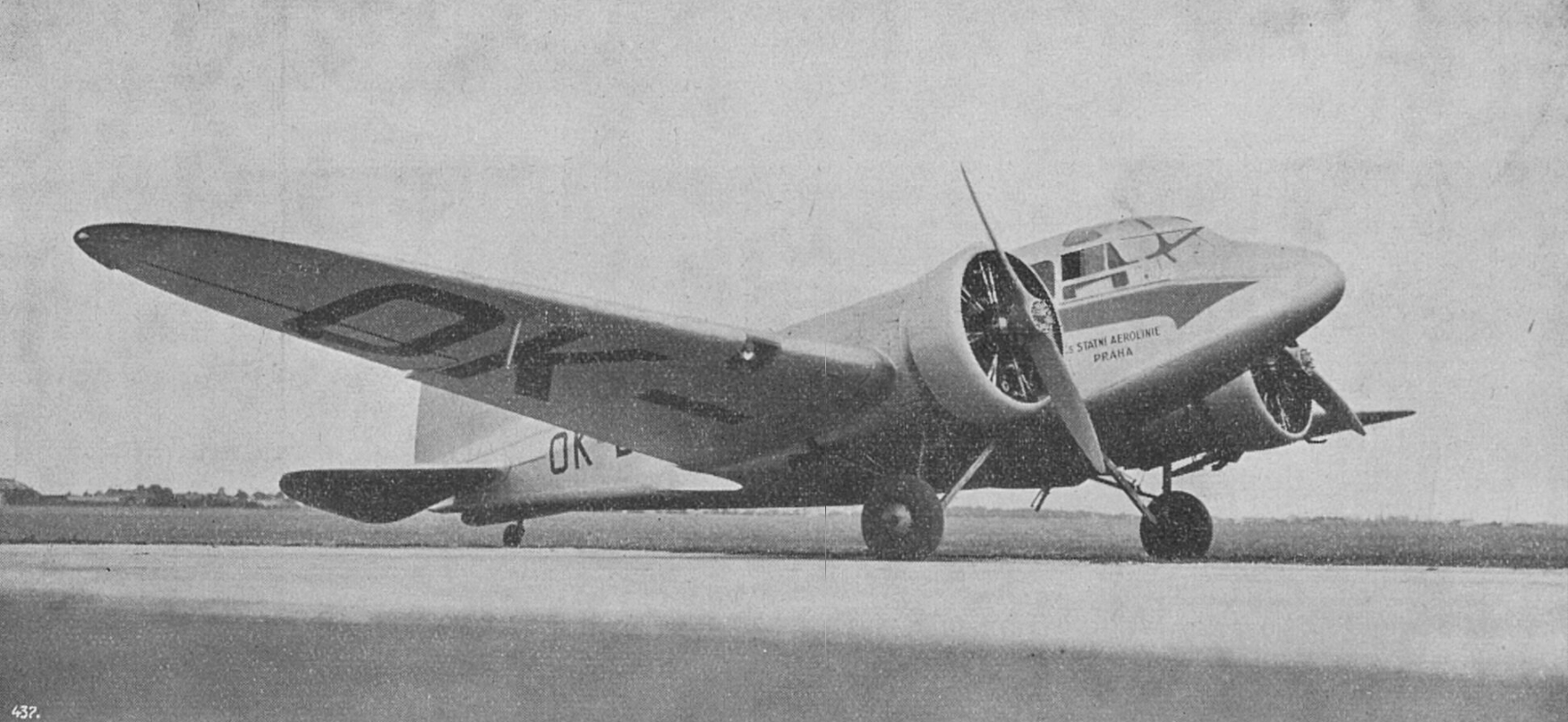
Airspeed Envoy u ČSA (1935)

## Popis letounu
Envoy byl lehký dvoumotorový dopravní jednoplošník se zatahovacím podvozkem a pevným zadním kolem. Dvoumístný kokpit přímo navazoval na kabinu pro osm pasažérů, v případě instalace šatny a toalety byl pro šest cestujících. Trup byl celodřevěné, poloskořepinové konstrukce s překližkovým a plátěným potahem. I dřevěná kostra křídla byla potažena plátnem. Trup byl ze dvou částí, přední část trupu tvořil kokpit, kabina, toaletní a zavazadlový prostor a zadní část trupu nesla ocasní jednotku. Dveře a okna byla postavena integrálně s podélnými bočnicemi ze smrkového dřeva.
Letoun byl stavěn ve 3 sériích. V první sérii bez klapek na odtokové hraně (17 strojů), v druhé sérii s dělenými klapkami (13 strojů) a ve třetí sérii, která se od druhé série lišila pouze drobnými vylepšeními, z nichž nejvýznamnější byly překližkové plochy křídla.
Československu dodané letouny byly poháněny dvěma vzduchem chlazenými hvězdicovými sedmiválci Walter Castor II o nominálním výkonu 191 kW/260 k a o vzletovém výkonu 316 kW/430 k s dvoulistými, nestavitelnými dřevěnými vrtulemi.

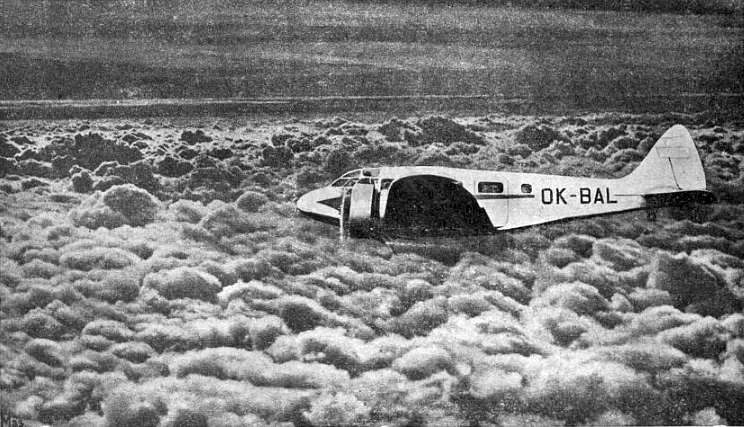
Airspeed Envoy na trase Praha - Moskva (1935)

## Použití
Sériové stroje AS.6A Envoy I byly dodávány s hvězdicovými motory Armstrong Siddeley Lynx IVC po 162 kW, nebo Armstrong Siddeley Cheetah V po 204 kW, vždy s dřevěnou nestavitelnou vrtulí. Celkem bylo postaveno 15 exemplářů, které byly odprodány jednotlivcům a menším leteckým společnostem. Jeden AS.6A (VH-UXY) vlastnil australský rekordní pilot Charles Ulm, který s ním plánoval přelet Pacifiku na trase Kanada-Austrálie. V prosinci 1934 zmizel mezi kalifornským Oaklandem a Honolulu. Šest letounů bylo odprodáno japonskému dopravci JAT, který je nasadil na spoje mezi Japonskem, Mandžuskem a Koreou.

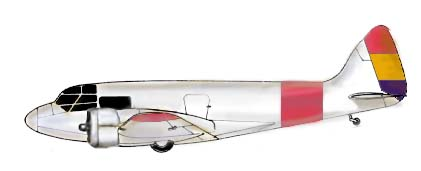
Airspeed AS.8 Viceroy, španělské republikánské letectvo

Jediný postavený kus AS.8 Viceroy (G-ACMU) měl zabudované dvě pohonné jednotky Cheetah VI po 213 kW a jeho trup bez oken vyplňovaly palivové nádrže. V říjnu 1934 startoval v závodě Londýn-Melbourne, avšak v Athénách odstoupil. Následně byl odprodán do Španělska republikánskému letectvu, které také odebralo první prototyp (EC-AGE).
V roce 1936 byl prototyp G-ACMT přestavěn na standard AS.6D Envoy II. Tato verze měla dvojici motorů Lynx IVC, odštěpné vztlakové klapky na odtokové hraně křídla a dvoumístný pilotní prostor s dvojím řízením.
Čtveřice letounů speciální exportní verze AS.6E Envoy v šestimístném provedení byla určena do Československa (OK-BAL až -BAO). První dva stroje (Envoy III) dodané v roce 1935 neměly ještě vztlakové klapky. Byly imatrikulovány v červenci (OK-BAL) a září 1935 (OK-BAM), přestože první letoun přistál na pražské Ruzyni až 6. srpna 1935. Druhé dva byly dodány v roce 1936 (imatrikulovány v srpnu a září 1936) ve verzi se vztlakovými klapkami. Pohon všech zajišťovaly dva motory Walter Castor II, které byly opatřeny aerodynamickými prstencovými kryty Townend. V luxusně vybavené a prostorné kabině s velkými okny bylo povoleno kouřit. Společnost ČSA tyto letouny nazývané "Ruský expres" nasazovala na své nejdelší lince Praha-Moskva, zahájené v létě 1935 na základě mezivládní dohody se Sovětským svazem. Trasa Praha — Brno — Bratislava — Košice — Užhorod — Kluž — Jasy — Kyjev — Brjansk — Moskva (přes Slovensko, Podkarpadskou Rus, Rumunsko a Ukrajinu) měřila 2 439 km. Dne 9. září 1935 přistálo na letišti v Moskvě první dopravní československé letadlo OK-BAL na zkušebním letu po trase ruského expresu ČSA. Na moskevském letišti bylo letadlo uvítáno velvyslancem Bohdanem Pavlů a zástupci ruské státní dopravy Aeroflot. Na palubě letadla byl vrchní ředitel ČSA Ing. František Stočes, letadlo řídil šéfpilot Karel Brabenec, šéfradiooperatér Soukup a dílovedoucí ústředních dílen ČSA Čadský. Letadlo absolvovalo přes 2 300 km dlouhou trať průměrnou cestovní rychlostí 238 km/h. Linku Praha - Moskva provozovaly jak ČSA, tak Aeroflot. Ten používal na této trase letouny Douglas DC-2. Letadla Envoy byla u ČSA v provozu v období 1935-1939. Všechny letouny po 15. březnu 1939 zabavilo nacistické Německo. Letoun imatrikulace OK-BAL, který v období 1939–41 používala Luftwaffe (CM+SA), poté létal ve Finsku u Ilmavoimat s trupovým označením EV-1. V roce 1942 havaroval a po opravě byl v roce 1943 zrušen. Letoun s imatrikulací OK-BAM létal u Luftwaffe s označením DM+SA. Vítkovický letoun, imatrikulovaný jako poslední v listopadu 1936, musel být dle "protektorátních zákonů" nabídnut v roce 1940 k prodeji. Koupila jej Slovenská republika, která jej s novou, československou imatrikulací OK-DOA krátce používala ve Slovenské letecké spoločnosti a potom pod slovenským ministerstvem národní obrany s ním vojenští piloti příležitostně prováděli lety na krátké vzdálenosti až do 3. května 1943, kdy po havárii shořel.
Celkem dvacet vyprodukovaných civilních letounů AS.6J Envoy III přešlo k menším přepravcům v Británii (např. British Scandinavian Airways Ltd/Gravesend, Cobham Air Routes Ltd/ Croydon, North Eastern Airways Ltd/Heston, Portsmouth Southsea & IOW Aviation Ltd/Portsmouth Rollason Aircraft Services Ltd/Croydon) a ve Francii a pět letounů ve vojenské verzi k 24. peruti RAF. Část civilních letounů AS.6J byla později přestavěna na vojenské verze AS.6JC a JM (7 letounů). Sedm letounů s motory Cheetah IX z této série bylo dodáno pro správu anglických kolonií v Jižní Africe. Čtyři z těchto letounů sloužily u civilní, letecké společnosti South African Airways, která s nimi létala na lince Johannesburg-Port Elizabeth, a tři ve vojenské verzi se střeleckou věží a závěsníky pro pumy v Jihoafrickém letectvu SAAF. Tyto letouny dosahovaly maximální rychlosti až 340 km/h.
Jeden stroj s motory Cheetah IX o výkonu po 257 kW byl zničen při pokusu o let z Portsmouthu do Johannesburgu v září 1936. Tragicky skončila účast letounu Envoy III se startovním číslem 15 v závodě O Schlesingerovu cenu. Tento letoun musel nouzově přistát u súdánské Karimy pro nedostatek paliva a piloti museli čekat celý den na pomoc z Chartúmu vzdáleného 560 km. Hlavní pilot Ken Waller se proto snažil dohonit ztrátu času, zvláště když se dozvěděl, že je pouze o hodinu za vedoucím C. W. Scottem. Při snaze odstartovat o půlnoci z chartúmského letiště, které je 1800 m nad mořem, havaroval, přičemž jeho dva společníci — Max Findlay a J. Morgan — zahynuli. Letadlo, které jediné dorazilo k cíli, byl jednoplošník Percival „Vega Gull“ (start, číslo 6.) s motorem Gipsy Six II., jehož posádku tvořili známý rekordman C. W. Scott (vítěz závodu o MacRobertsonovu cenu) a student Giles Guthrie. Tato šťastná dvojice uletěla trať dlouhou 9850 km za 52 hod. 56 min. 48 vteřin (prům. rychlost 186 km/hod.).
První havárie tohoto typu se však odehrála již v prosinci 1934. Posádku na palubě letadla pokřtěného „Stella Australis“ (VH-UXY) tvořili pilot Charles T.P. Ulm, kopilot G. M. Littlejohn a navigátor J.S. Skilling. Měli v úmyslu uskutečnit let z Vancouveru do Melbourne se zastávkami v San Franciscu, Oaklandu a Honolulu. Když se blížili k havajskému pobřeží vlétli do špatných povětrnostních podmínek. Kvůli nízké viditelnosti nemohli lokalizovat hlavní ostrov Havaj a vyslali proto několik rádiových zpráv, které naznačovaly, že nemají povědomost o své poloze a že jim dochází palivo. Letadlo nakonec ztroskotalo do moře. Přes rozsáhlé a okamžité pátrání letadly a 23 námořními loděmi nebyl letoun nikdy nalezen.
Ze tří strojů AS.6K Envoy III patřily dva indickým mahárádžům. V období let 1936 a 1937 probíhala licenční výroba u společnosti Mitsubishi, která v Nagoji postavila deset letounů pod názvem HinaZuru (Mladý Jeřáb), které zhruba odpovídaly variantě AS.6D Envoy II. Tři byly odprodány leteckému přepravci Japan Air Transport, čtyři mandžuské Manchurian Air Transport a tři používalo Japonské císařské námořní letectvo jako štábní dopravní letouny.
Během druhé světové války byly mnohé letouny Airspeed Envoy využívány německou Luftwaffe, kde létaly jako výcvikové letouny. Poválečného období se dočkalo pouze 1 letadlo (Envoy III) a po válce obsluhovalo charterové lety pro cestující s imatrikulací G-AHAC) z letiště v Nottinghamu až do roku 1950. Do současnosti se žádný letoun Envoy nedochoval.

## Varianty
- AS.6 Envoy I: s motory o výkonu 200 k Wolseley A.R.9 Mk.II (5 letounů)
- AS.6A Envoy I: s motory o výkonu 215 k Armstrong Siddeley Lynx IVC engines (7 letounů a plus 11 v licenci)
- AS.6D Envoy II: s motory o výkonu 350 k Wright R-760-E2 Whirlwind (7 letounů, 1 přestavba prototypu).
- AS.6E Envoy III: s motory o výkonu 340 k Walter Castor (5 letounů)
- AS.6G: s motory o výkonu 230 k Wolseley Scorpio (1 letoun, 1 přestavba).
- AS.6H Envoy: s motory 225 k Wolseley Aries III (1 letoun)
- AS.6J Envoy III: s hvězdicovými motory 310 k Armstrong Siddeley Cheetah IX (20 civilních strojů AS.6J Civil a 5 pro vojenské použití)
- AS.6JC Envoy (AS.6J Civil) – přestavba civilních strojů na vojenské (4 letouny)
- AS.6JM Envoy (AS.6J Civil) – přestavba civilních strojů na vojenské (3 letouny)
- AS.6K Envoy III: s motory 230 k Wolseley Scorpio II (1 letoun)
- AS.8 Viceroy: speciální, závodní stroj s dlouhým dosahem bez oken kabiny byl postaven pro pana T Nevilla Stacka. Později létal ve španělském republikánském letectvu (1 letoun)
- Airspeed LXM: importovaný Airspeed, dodaný Imperial Japanese Navy Air Service z Japonska do Velké Británie
- Mitsubishi HinaZuru: licenční výroba letounů AS.6A u společnosti Mitsubishi v Nagoji, vybavené klapkami a poháněné motory Gasuden Jimpu nebo motory postavenými v licenci Armstrong Siddeley Lynx nebo Wolseley Aries Mk.III. V letech 1936-38 postaveno 10 letounů[3]

## Uživatelé
- Austrálie
- Československo
- Finsko
- Francie
- Indie
- Japonsko
- Jižní Afrika
- Německá říše
- Slovensko
- Spojené království
- Španělsko

## Specifikace

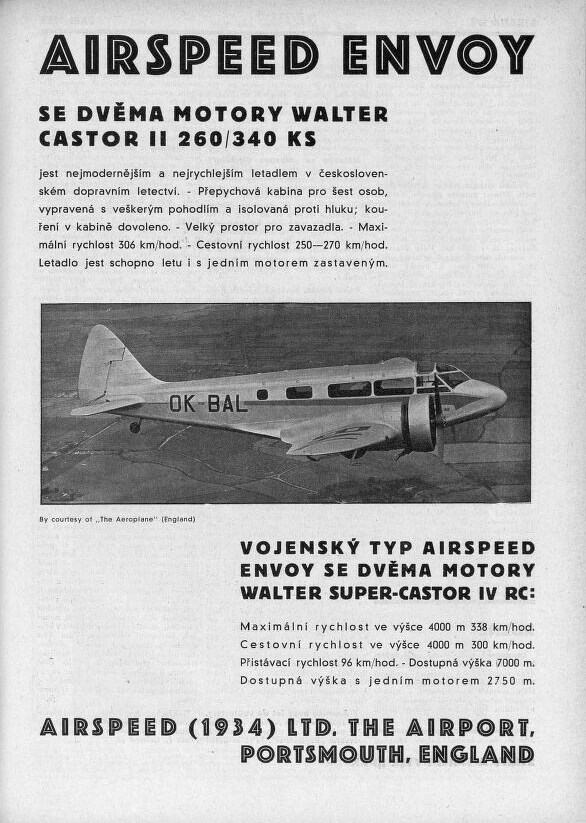
Dobová reklama firmy Airspeed Ltd. na civilní verzi Airspeed Envoy s motory Castor II a na vojenskou verzi s motory Super Castor

Údaje platí pro AS.6E Envoy III

### Technické údaje
- Osádka: 2
- Kapacita: 6-8
- Rozpětí: 15,94 m
- Délka: 10,53 m
- Výška: 2,90 m
- Nosná plocha: 31,50 m2
- Hmotnost prázdného letounu: 1802 kg
- Vzletová hmotnost: 2860 kg
- Pohonná jednotka: hvězdicový vzduchem chlazený sedmiválcový motor Walter Castor II
  - nominální, jmenovitý výkon: 191,2 kW / 260 k při 1800 ot/min
  - maximální výkon: 250,1 kW / 340 k při 2000 ot/min
  - maximální výkon v jmenovité výšce 1000 m: 220,7 kW / 300 k při 2000 ot/min
- Vrtule: dvoulistá, nestavitelná, dřevěná Letov

### Výkony
- Maximální rychlost: 298 km/h
- Cestovní rychlost: 267 km/h
- Stoupavost u země: 5,4 m/s
- Dostup: 5030 m
- Dolet: 1022 km